# ورزشگاه کیم ایل-سونگ
۳۹°۲′۳۷٫۴″ شمالی ۱۲۵°۴۵′۲۷٫۷″ شرقی / ۳۹٫۰۴۳۷۲۲°شمالی ۱۲۵٫۷۵۷۶۹۴°شرقی
ورزشگاه کیم ایل سونگ این ورزشگاه در  شهر پیونگ یانگ پایتخت کره شمالی است. این ورزشگاه، بزرگترین ورزشگاه کره شمالی بعد از ورزشگاه روز می می‌باشد.

## نگارخانه

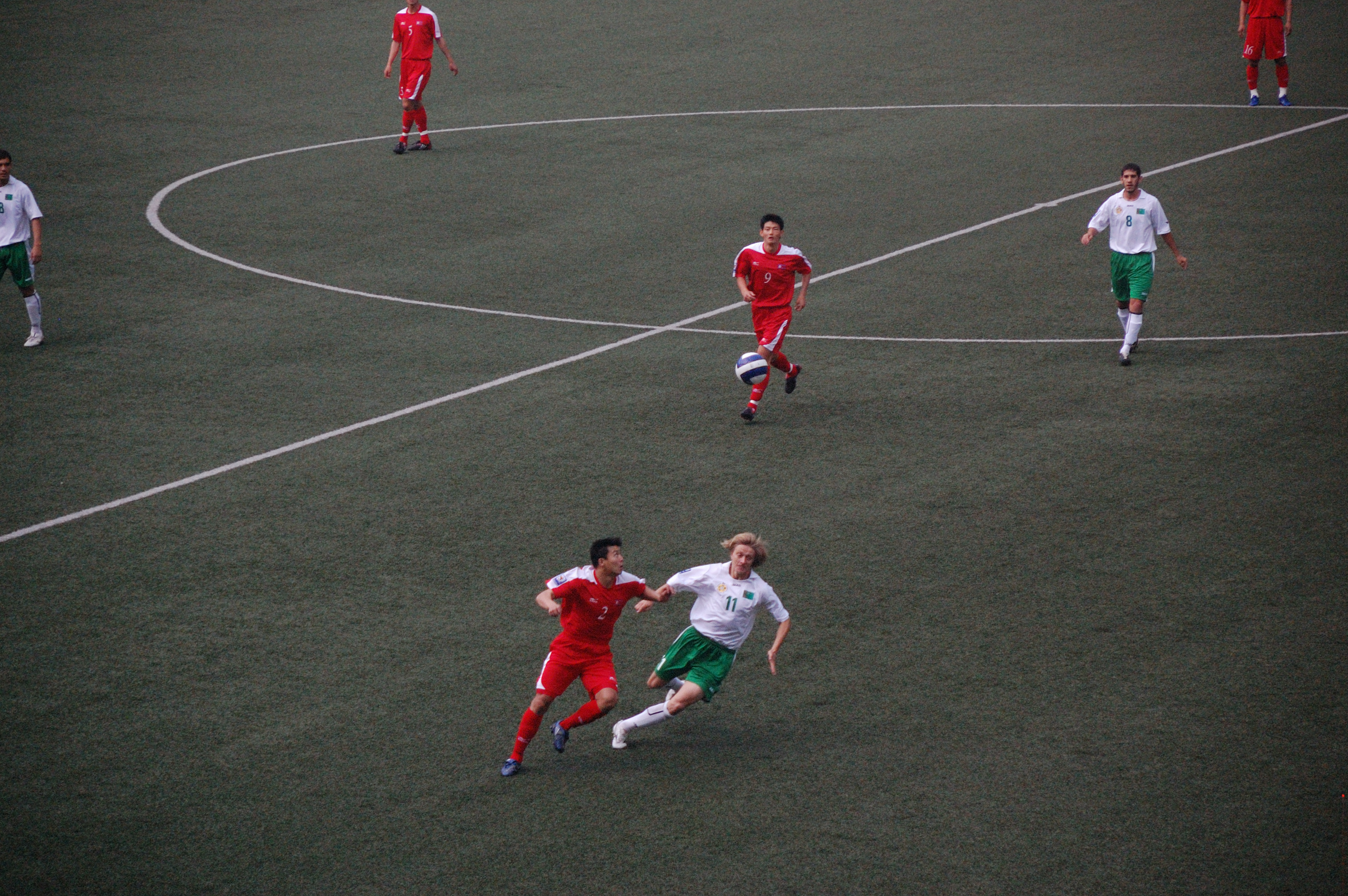
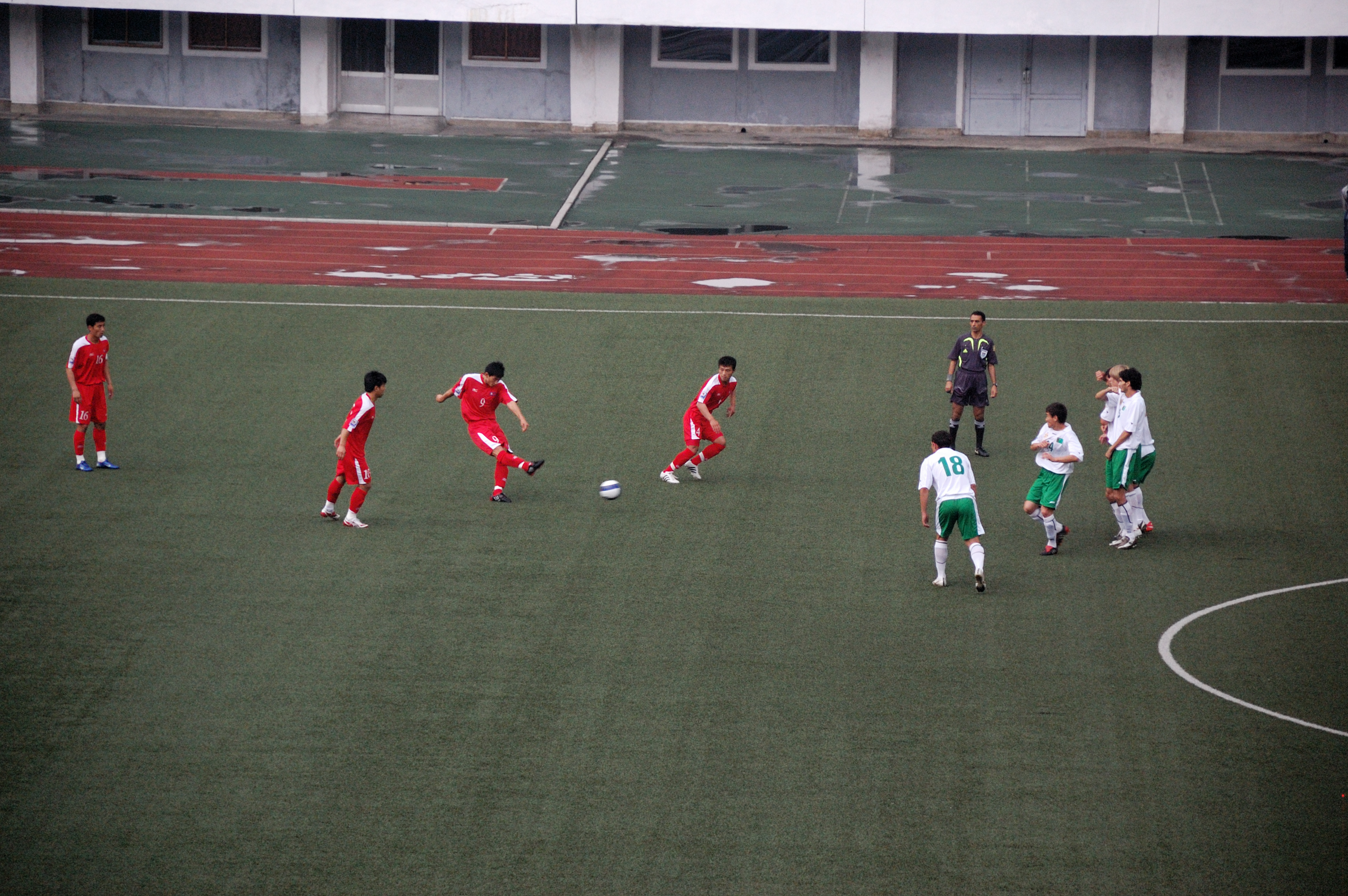
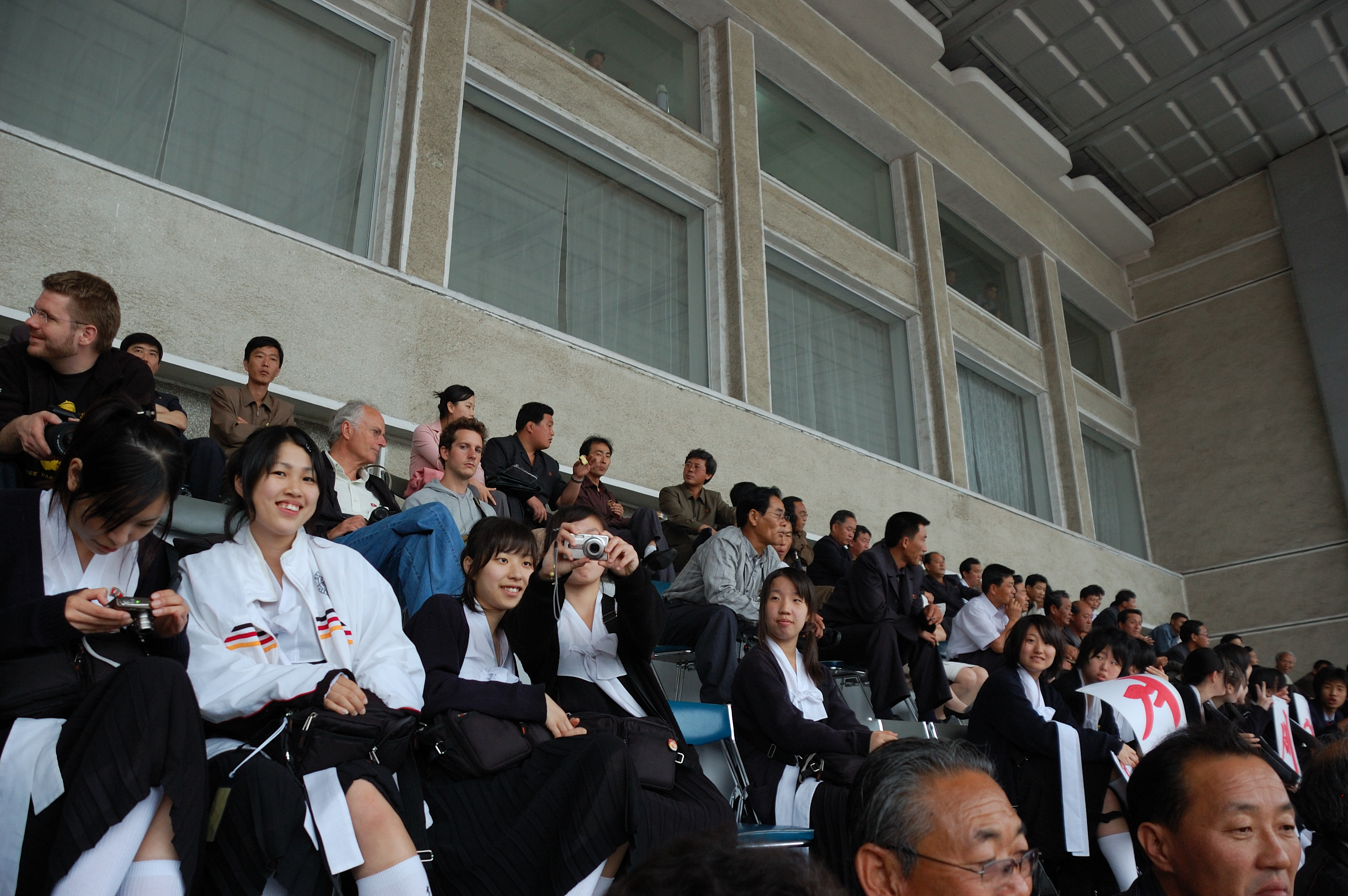
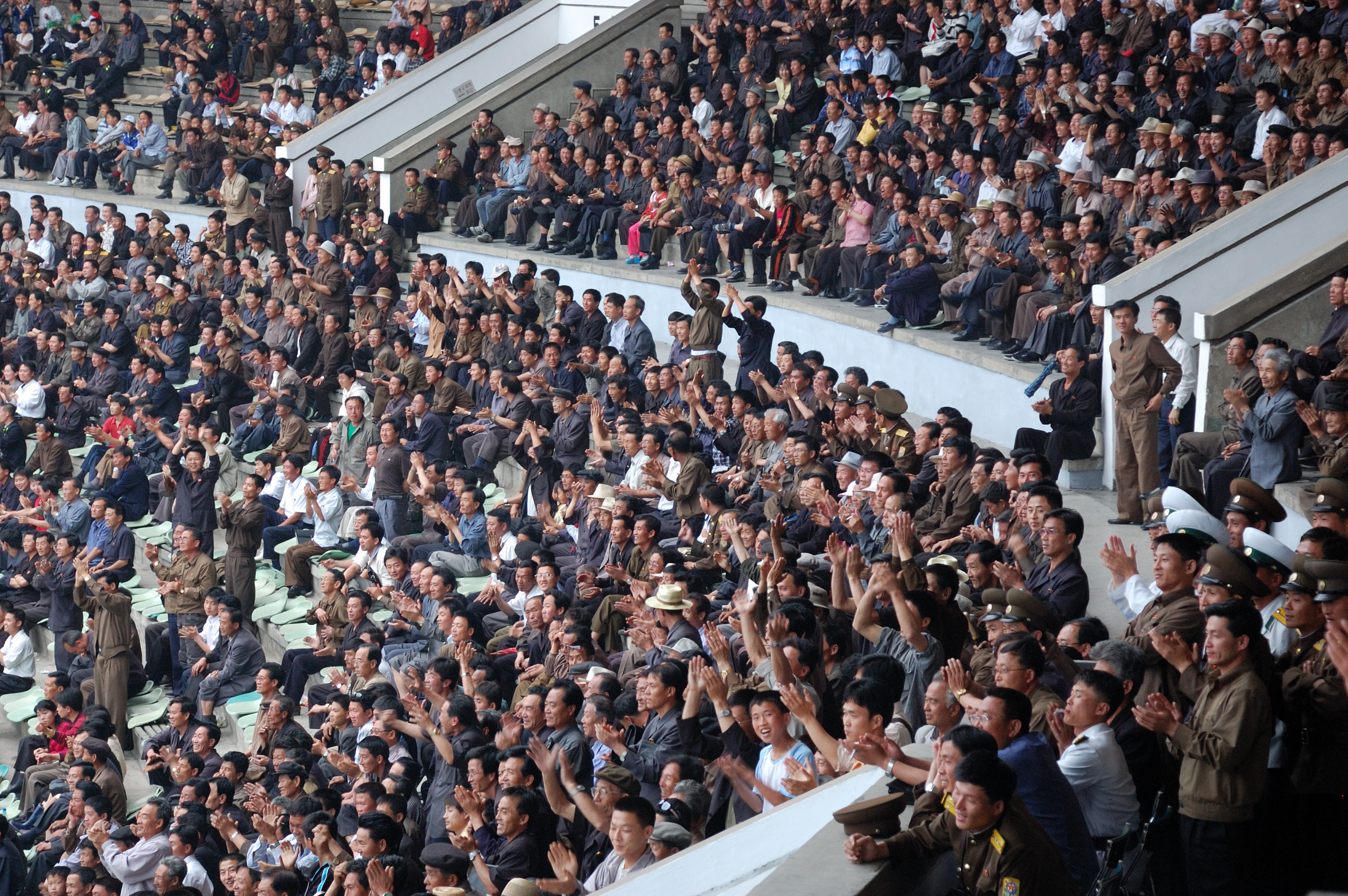